# 伊尔马里·鲁伊卡
伊尔马里·鲁伊卡（芬蘭語：Ilmari Ruikka，1925年1月16日—2013年7月31日），芬兰男子摔跤运动员。他曾代表芬兰参加赫尔辛基举办的1951年世界摔跤锦标赛，获得男子自由式62公斤级银牌。